# Phaéton (Lully)

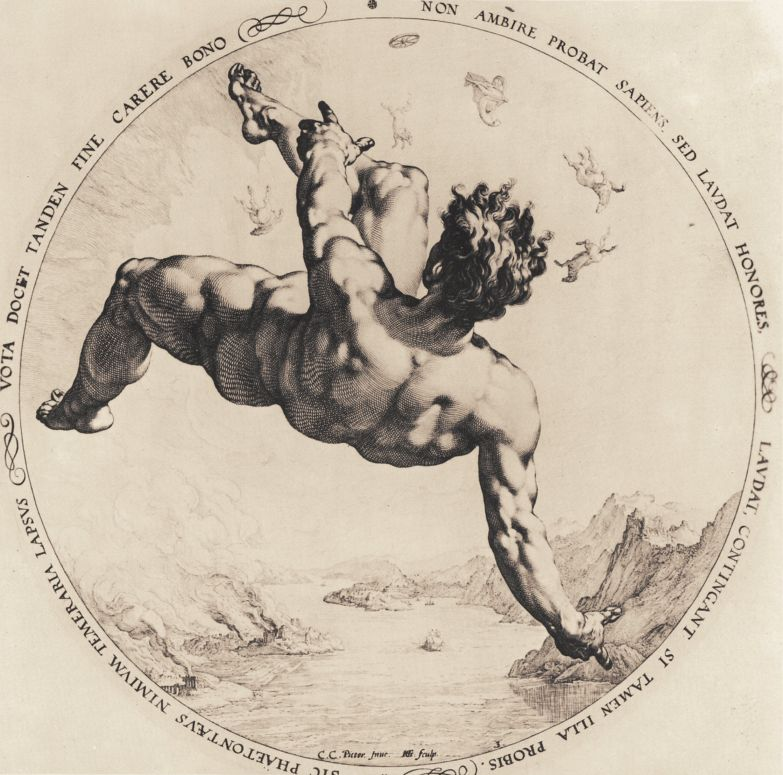
Faetó

Phaëton és una tragèdia lírica creada per Jean-Baptiste Lully, que consta d'1 pròleg i 5 actes. El seu llibret va ser escrit per Philippe Quinault, basat en Les metamorfosis d'Ovidi. La seva estrena va ser a Versalles el 6 de gener de l'any 1683.

## Personatges
- Faetó, fill de Clymene i del Sol (haute-contre)
- Clymene (soprano)
- El Sol (haute-contre)
- Théone (soprano)
- Libya (soprano), filla del rei
- Epaphus (baríton)
- Tritó (haute-contre)
- Júpiter (baix)

## Sinopsi
Faetó és farcit d'ambició i orgull. Faetó abandona la seva estimada Théone i demana la mà de Lybia. El seu rival, Epaphus, l'empeny a prendre el carro de son pare i volar pel cel de forma temerària. El final és espectacular: Júpiter fa servir un llamp per a aturar la cavalcada salvatge de Faetó, el qual cau a la Terra.

## Comentaris
Segons Le Cerf de la Viéville, va ser anomenada ‘òpera del poble’. Parfaict atribueix aquest sobrenom a l'èxit de públic el dia de l'estrena.
Destaca la magnífica escenografia, reforçada per efectes orquestrals.